# Brescia Calcio
A Brescia Calcio egy olasz labdarúgócsapat Bresciából. A csapatot 1911-ben alapították, és jelenleg a Serie B-ben játszik. Az egyesület eddig rengeteget ingázott az első- és a másodosztály között.
A csapat színei a kék és a fehér. Stadionjuk a 27 547 férőhelyes Stadio Mario Rigamonti.

## A csapat története
A csapatot 1911-ben alapították Brescia Football Club néven, és a harmadosztályhoz (Terza Categoria) csatlakoztak rögtön az alapítás évében. A csapat 1912-ben rögtön föl is jutott a Serie A-ba, és ott is ragadt, csak 6 szezon elteltével esett ki. Egészen 1982-ig a csapat a 2 legmagasabb osztály között ingázott, majd ekkor kiestek a Serie C1-be. 1985-ben jutottak vissza a Serie B-be.
A csapat legjelentősebb sikere, amikor 1994-ben megnyertek egy "nemzetközi" kupát (Anglo-Italian Cup, egy már megszűnt versengés angol és olasz labdarúgócsapatok között). Ezenkívül a Brescia egyszer került a világ figyelmének középpontjába, amikor is 2000-ben Roberto Baggio lett az év játékosa a FIFA-nál. Ekkor a Brescia egy hozzájuk képest erőn felüli szezont produkált Baggio vezetésével, és hetedikek lettek, ezzel jogot szereztek az Intertotó-kupában való indulásra. Itt egészen a döntőig meneteltek, ám ott kikaptak a PSG-től. Baggio 2004-ig maradt a csapatnál, és ekkor sok helyen így emlegették a csapatot: "Baggio Bresciája". Az ő itt töltött 4 éve alatt élte a csapat legsikeresebb éveit. Amint Baggio visszavonult, a csapat már a következő szezonban ki is esett, mert csak a 19. helyen végeztek.
Játszott itt például a korábbi spanyol válogatott, Josep Guardiola, valamint az olasz válogatott két korábbi csillaga, Luca Toni és a bresciai születésű Andrea Pirlo.
1988-1993 között a csapat játékosa volt Marco Rossi, a Budapest Honvéd bajnokcsapatának volt vezető edzője, a magyar válogatott szövetségi kapitánya, aki 164 mérkőzést játszott és 10 gólt szerzett a Brescia színeiben.

## Jelenlegi keret
2024. augusztus 18. szerint.
| #  |     | Poszt | Név                                                  |
| -- | --- | ----- | ---------------------------------------------------- |
| 1  | ITA | K     | Luca Lezzerini                                       |
| 4  | ITA | KP    | Fabrizio Paghera                                     |
| 5  | ITA | KP    | Gabriele Calvani (köclsönben a Genoa CFC csapatától) |
| 6  | BEL | KP    | Matthias Verreth                                     |
| 7  | CRO | CS    | Ante Matej Jurić                                     |
| 8  | ISL | KP    | Birkir Bjarnason                                     |
| 9  | ITA | CS    | Flavio Bianchi                                       |
| 11 | ITA | CS    | Gabriele Moncini                                     |
| 12 | ITA | K     | Michele Avella                                       |
| 15 | ITA | V     | Andrea Cistana                                       |
| 16 | MLT | V     | Trent Buhagiar                                       |
| 18 | SWE | V     | Alexander Jallow                                     |
| 19 | ITA | V     | Niccolò Corrado                                      |

| #  |     | Poszt | Név                |
| -- | --- | ----- | ------------------ |
| 20 | ITA | CS    | Patrick Nuamah     |
| 21 | ITA | KP    | Riccardo Fogliata  |
| 22 | ITA | K     | Lorenzo Andrenacci |
| 23 | ITA | KP    | Nicolas Galazzi    |
| 24 | ITA | V     | Lorenzo Dickmann   |
| 25 | ITA | KP    | Dimitri Bisoli ()  |
| 26 | ITA | KP    | Massimo Bertagnolo |
| 27 | ITA | KP    | Giacomo Olzer      |
| 28 | ITA | KP    | Davide Adorni      |
| 29 | ITA | CS    | Gennaro Borrello   |
| 32 | ITA | KP    | Andrea Papetti     |
| 33 | ALB | V     | Zyluf Muça         |
| 39 | ITA | KP    | Michele Besaggio   |

## Híres játékosok
| - Roberto Baggio - Andrea Pirlo - Daniele Adani - Eugenio Corini - Marco Delvecchio - Luigi Di Biagio - Cristiano Doni - Luca Toni - Alessandro Altobelli - Evaristo Beccalossi - Dario Hübner - Mario Balotelli - Alessandro Diamanti - Alessio Tacchinardi - Éder |  | - Albert Brülls - Gilbert Bodart - Gheorghe Hagi - Dorin Mateut - Florin Raducioiu - Ioan Sabău - Stephen Appiah - Branco - Gilberto Martínez - Tal Banin - Marek Hamšík - Josep Guardiola - Marek Koźmiński - Markus Schopp - Birkir Bjarnason |

## Visszavonultatott mezszámok
- 10 (Roberto Baggio) 2000-2004
- 13 (Vittorio Mero) 1998-2001, 2002

## A csapat eredményei
Serie B győztes: 1964-65, 1991-92, 1996-97, 2018-19
Serie C1 győztes: 1984-85
Serie C győztes: 1938-39
Anglo-Italian Cup győztes: 1993-94
UEFA Intertotó-kupa döntős: 2001